# Єленєв Христофор Мусійович
Христофор Мусійович Є́ленєв — наглядач військового госпіталю в м. Астрахані, знайомий Тараса Шевченка.
Шевченко, ймовірно познайомився з Єленєвим у травні 1857, коли той у справах приїздив до Новопетровського укріплення. Знову вони зустрілися в серпні 1857 в Астрахані.
Саме адресу Єленєва повідомив Шевченко Якову Кухаренкові 5 червня 1857 для листування.
Єленєв та його родина займали помітне місце у культурному житті міста як учасники музичних вечорів, благодійних спектаклів та інших. Відомості про це є в публікаціях «Астраханських губернських відомостей».
Госпіталь в Астрахані та напівгоспіталь у Новопетровському укріпленні відносилися до однієї й тієї ж Ставропольської комісаріатської комісії, причому другий підпорядковувався першому. Це, ймовірно, було причиною відвідування Єленєвим форту на Каспії (імовірно, у травні 1857).